# Caryocolum cassella
Caryocolum cassella — вид лускокрилих комах з родини виїмчастокрилі молі (Gelechiidae).

## Поширення
Вид поширений у Франції, Німеччині, Австрії, Швейцарії, Данії, Скандинавії, Польщі, Чехії, Словаччині, Румунії, Естонії, Литві, Україні, Білорусі та Росії. Він також зустрічається в Північній Америці, де був зареєстрований в Альберті, Саскачевані, Каліфорнії та Неваді. Запис з острова Хоккайдо (Японія) також може стосуватися цього виду.

## Опис
Довжина передніх крил у самців 5,5-6,5 мм, у самиць 5,5-6 мм.

## Спосіб життя
Дорослі особини були зареєстровані на крилі з червня до кінця серпня. Личинки годуються на зірочнику гайовому (Stellaria nemorum). Вони живляться між пряденими пагонами. Личинки трапляються з травня по червень.